# Ralph Fowler
Ralph H. Fowler OBE FRS (ur. 17 stycznia 1889 w Roydon, Essex, zm. 28 lipca 1944 w Trumpington) – brytyjski fizyk i astronom, członek Royal Society.

## Życiorys
Ukończył z wyróżnieniem jako wrangler Trinity College na Uniwersytecie Cambridge, gdzie studiował matematykę.
W czasie I wojny światowej służył w oddziałach artyleryjskich Royal Marines, został poważnie ranny w czasie walk o Gallipoli, w tym czasie poznał Archibalda Hilla, który namówił Fowlera aby zainteresował się fizyką. Po rekuperacji pracował dla Ordnance Board w bazie Royal Navy HMS „Excellent”, gdzie zajmował się głównie właściwościami aerodynamicznymi wirujących pocisków wystrzeliwanych z gwintowanej lufy, za te badania otrzymał w 1918 Order Imperium Brytyjskiego.
W 1919 powrócił do Cambridge, gdzie wykładał matematykę i pracował nad zagadnieniami takimi jak termodynamika i mechanika statystyczna. Wraz z Arthurem Milne opublikował ważne prace na temat spektroskopii astronomicznej, ciśnieniu i temperaturze gwiazd. W 1925 został wybrany na członka Royal Society. W 1925 wraz z Paulem Diracem pracował nad mechaniką statystyczną białych karłów.
Wśród uczniów Fowlera znajduje się 15 członków Royal Academy i 3 laureatów Nagrody Nobla, pracował z takim naukowcami jak Sir Arthur Eddington, Subrahmanyan Chandrasekhar, Paul Dirac i Sir William McCrea. W 1923 Fowler skierował zainteresowania Diraca w kierunku mechaniki kwantowej. Był promotorem 64 doktoratów, w tym Johna Lennarda-Jonesa, Paula Diraca and Garretta Birkhoffa.
Nazwiskiem Ralpha Fowlera nazwano planetoidę (2762) Fowler.